# Palfuria panner
Palfuria panner är en spindelart som beskrevs av Rudy Jocqué 1991. Palfuria panner ingår i släktet Palfuria och familjen Zodariidae.
Artens utbredningsområde är Namibia. Inga underarter finns listade i Catalogue of Life.